# Chevet (Royaume-Uni)
Pour les articles homonymes, voir Chevet (homonymie).
Chevet est une paroisse civile du Yorkshire de l'Ouest, en Angleterre.